# パイナップルミント
パイナップルミント（英名：Pineapple mint、学名：Menta suaveolens 'Variegata'）はシソ科 ハッカ属の植物である。

## 概要
ヨーロッパから西アジアに分布するマルバハッカ（アップルミント）の変種（交雑種）で、卵型の葉を縁取るように、白またはクリーム色の不規則は斑が入り、細い軟毛が生えている。リンゴまたはパイナップルに似た香りを持つことから、この名がつけられた。日本では7月-9月にかけて茎の先端から穂状花序を出し白から薄い紫色の小さな花を多数付ける。他のミント類と交配しやすい。ミント類では斑入りの外観は珍しく、観賞用としても用いられる。

## 用途
ハーブとして葉をハーブティーや菓子、ビネガーや魚料理をはじめ料理一般に用いるほか、ポプリ、観賞用としても用いられる。

## 栽培
やや湿り気のあるアルカリ性の土を好む。極度の湿気は嫌うため、適宜刈り取り常に風通しをよくし蒸れを防ぐ。強剪定により脇芽が充実し株が大きくなる。挿し芽で簡単に増やせる。他のミントに比較すると繁殖力は強くはないが、それでも地下茎がよく発達し、雑草も駆逐するほどの繁殖力を持つ。こぼれ種でも増えやすいが、交配しやすい性質を持つため、種子で増やすと性質が変成しやすく香りも少なくなることがある。強い日を浴びると班が消えることがある。いったん消えた班は回復しないが、秋以降の剪定後に伸びる新芽は再び斑入りとなる。